# Herbert O'Conor
Herbert Romulus O'Conor, född 17 november 1896 i Baltimore, Maryland, död 4 mars 1960 i Baltimore, Maryland, var en amerikansk demokratisk politiker. Han var guvernör i delstaten Maryland 1939-1947. Han representerade Maryland i USA:s senat 1947-1953.
O'Conor utexaminerades 1917 från Loyola College (numera Loyola University Maryland). Han deltog i första världskriget i USA:s flotta och avlade 1920 juristexamen vid University of Maryland School of Law. Han gifte sig 1920 med Mary Eugenia Byrnes. Paret fick fem barn.
O'Conor var delstatens justitieminister (Attorney General of Maryland) 1934-1938. Han efterträdde 1939 Harry Nice som guvernör. Han efterträdde sedan 1947 George L.P. Radcliffe som senator för Maryland. O'Conor ställde inte upp för omval i senatsvalet 1952 och han efterträddes i januari 1953 som senator av James Glenn Beall.
O'Conor var katolik av irländsk härkomst. Han gravsattes på New Cathedral Cemetery i Baltimore.